# Superliga Española de Hockey Hielo 1991/1992
Sezóna 1991/1992 byla 18. sezonou Španělské ligy ledního hokeje. Vítězem se stal CHH Txuri-Urdin.

## Konečná tabulka
| Poř | Tým                | Z  | V  | R | P  | Skóre  | +/-  | B  |
| --- | ------------------ | -- | -- | - | -- | ------ | ---- | -- |
| 1   | CHH Txuri-Urdin    | 16 | 12 | 1 | 3  | 106:59 | +47  | 25 |
| 2   | CH Jaca            | 16 | 10 | 1 | 5  | 81:72  | +9   | 21 |
| 3   | FC Barcelona       | 16 | 9  | 0 | 7  | 131:81 | +50  | 18 |
| 4   | Club Gel Puigcerdà | 16 | 7  | 2 | 7  | 94:68  | +26  | 16 |
| 5   | AD Roller Gasteiz  | 16 | 0  | 0 | 16 | 56:160 | -104 | 0  |